# Platytropesa simulans
Platytropesa simulans är en tvåvingeart som beskrevs av Crosskey 1965. Platytropesa simulans ingår i släktet Platytropesa och familjen spyflugor. Inga underarter finns listade i Catalogue of Life.